# Joširo Morijama
Joširo Morijama (japonsko 森山 佳郎), japonski nogometaš, * 19. november 1967.
Za japonsko reprezentanco je odigral 7 uradnih tekem.